# Марчесин, Агустин
Агусти́н Федери́ко Марчеси́н (исп. Agustín Federico Marchesín, испанское произношение: [maɾtʃeˈsin]; род. 16 марта 1988, Сан-Каетано, Буэнос-Айрес) — аргентинский футболист, вратарь клуба «Гремио» и сборной Аргентины.

## Клубная карьера

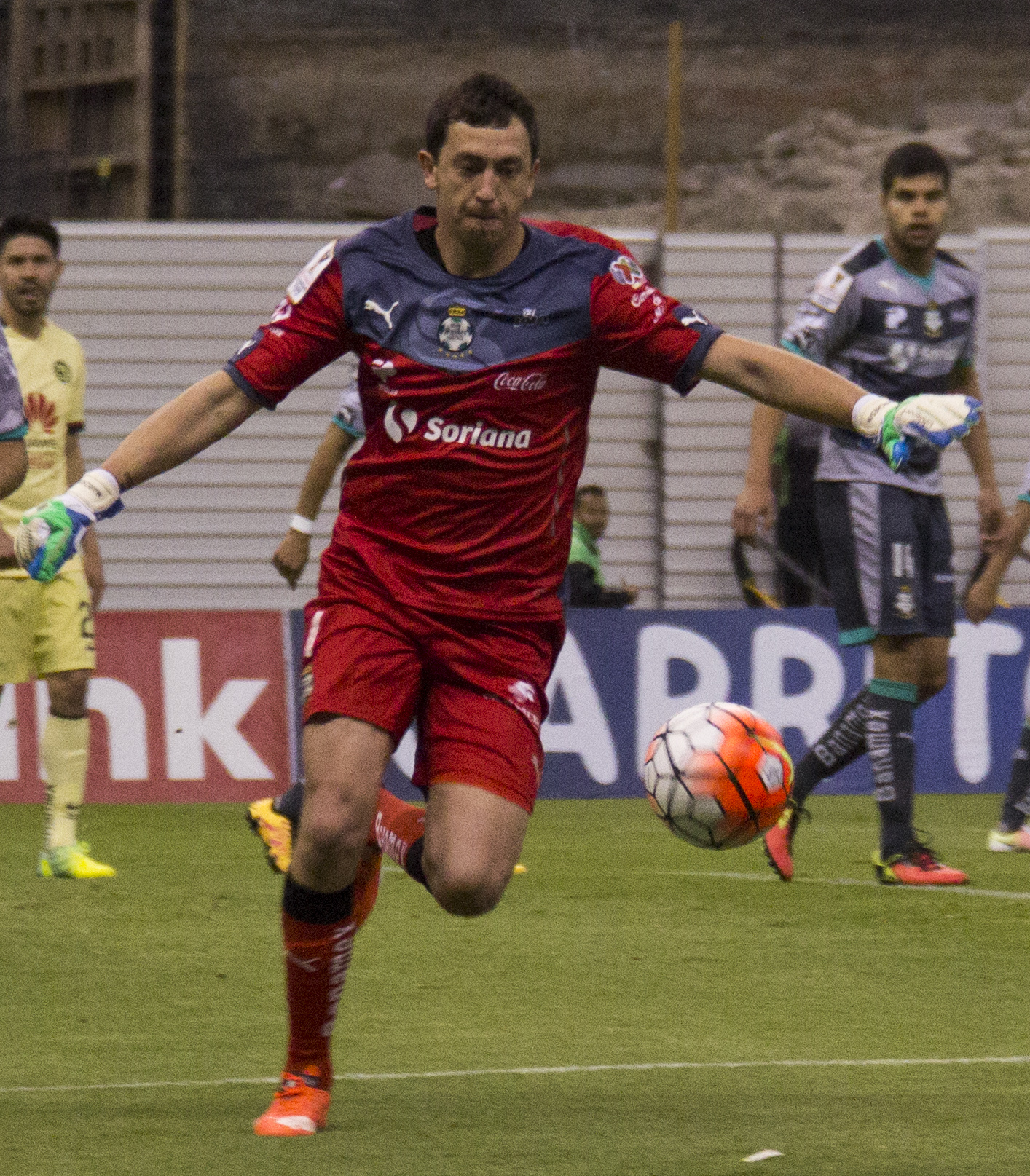
Марчесин в составе «Сантос Лагуна»

Начал профессиональную карьеру в клубе «Ланус». В 2008 году стал чемпионом Аргентины, несмотря на то, что не сыграл за команду ни минуты. 1 марта 2009 года в матче против «Химнасии Хухуй» дебютировал в аргентинской Примере. 30 апреля того же года в поединке против венесуэльского «Каракаса» дебютировал в Кубке Либертадорес. В 2013 году помог команде выиграть Южноамериканский кубок. За «Ланус» провёл более 200 матчей во всех турнирах.
В начале 2015 года перешёл в мексиканский «Сантос Лагуна», заменив завершившего карьеру ветерана Освальдо Санчеса. 10 января в поединке против «Веракрус» дебютировал в Лиге MX.
В начале 2017 года перешёл в столичную «Америку». 15 января в матче против «Толуки» дебютировал за новую команду.

## Карьера в сборной
В 2009 году Марчесин в составе молодёжной сборной Аргентины принял участие в Турнире в Тулоне.
18 марта 2011 года в товарищеском матче против сборной Венесуэлы дебютировал за сборную Аргентины.
В 2015 году стал финалистом Кубка Америке в Чили. На турнире был запасным вратарём и на поле не вышел.
Летом 2019 года Марчесин принял участие в Кубке Америки 2019 в Бразилии. На турнире он был запасным и на поле не вышел.

## Достижения
«Ланус»
- Чемпион Аргентины: Апертура 2007
- Обладатель Южноамериканского кубка: 2013

«Сантос Лагуна»
- Чемпион Мексики: Клаусура 2015

«Порту»
- Чемпион Португалии: 2019/20, 2021/22
- Обладатель Кубка Португалии: 2019/20, 2021/22
- Обладатель Суперкубка Португалии: 2020, 2022

Аргентина
- Обладатель Кубка Америки: 2021
- Финалист Кубка Америки: 2015
- Бронзовый призёр Кубка Америки: 2019